# Maccastorna
Maccastorna est une commune italienne de la province de Lodi, dans la région Lombardie.
Avec ses 64 habitants, Maccastorna est l'une des plus petites communes d'Italie.

## Administration
| Période                                  | Période   | Identité         | Étiquette     | Qualité |
| ---------------------------------------- | --------- | ---------------- | ------------- | ------- |
| Juin 2009                                | Juin 2013 | Piero Giovanetti | Liste Civique |         |
| Les données manquantes sont à compléter. |           |                  |               |         |

### Hameaux
Cavo

### Communes limitrophes
Crotta d'Adda, Meleti, Castelnuovo Bocca d'Adda

## Galerie de photos

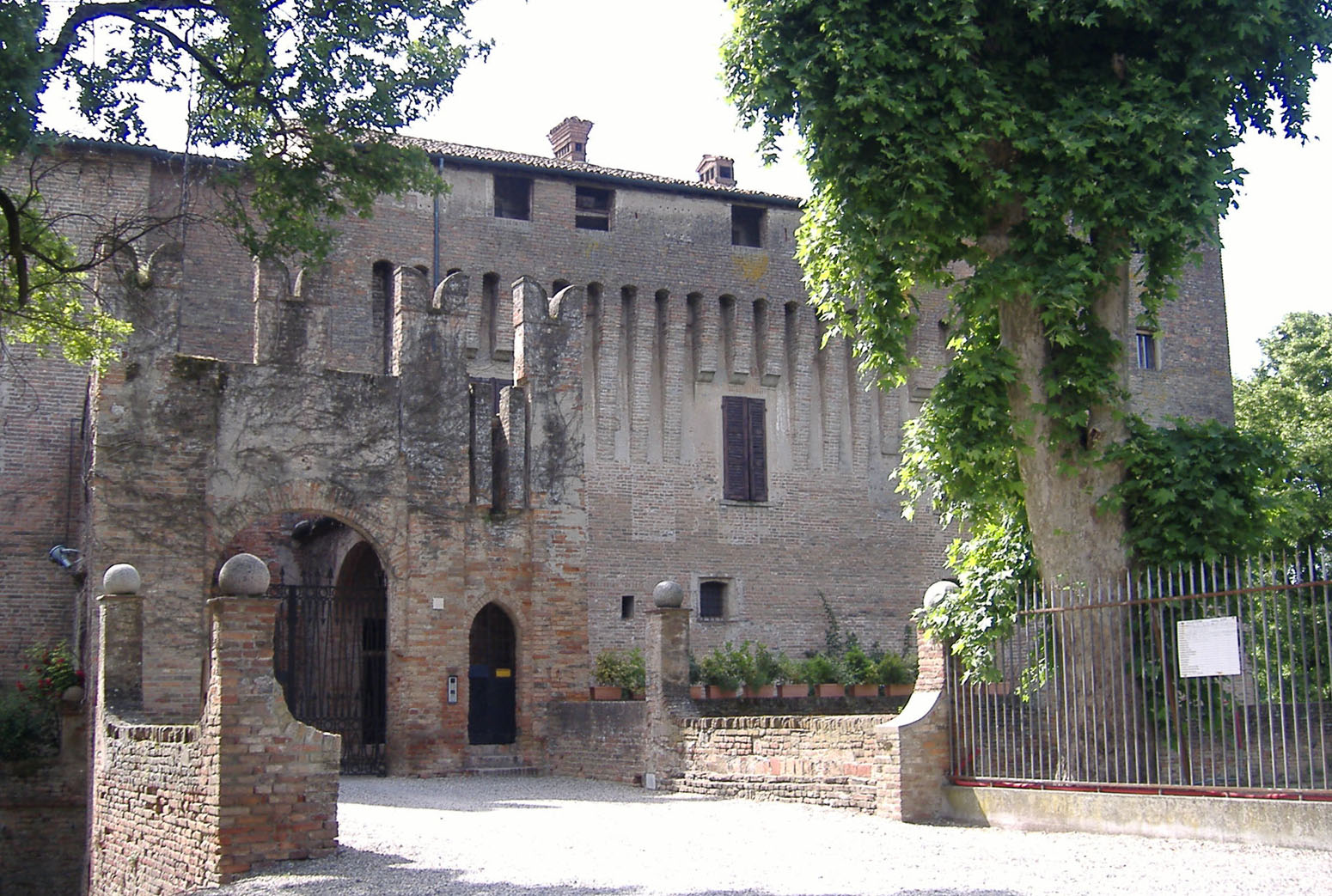
L'entrée du château (XIIIe – XIVe siècles).
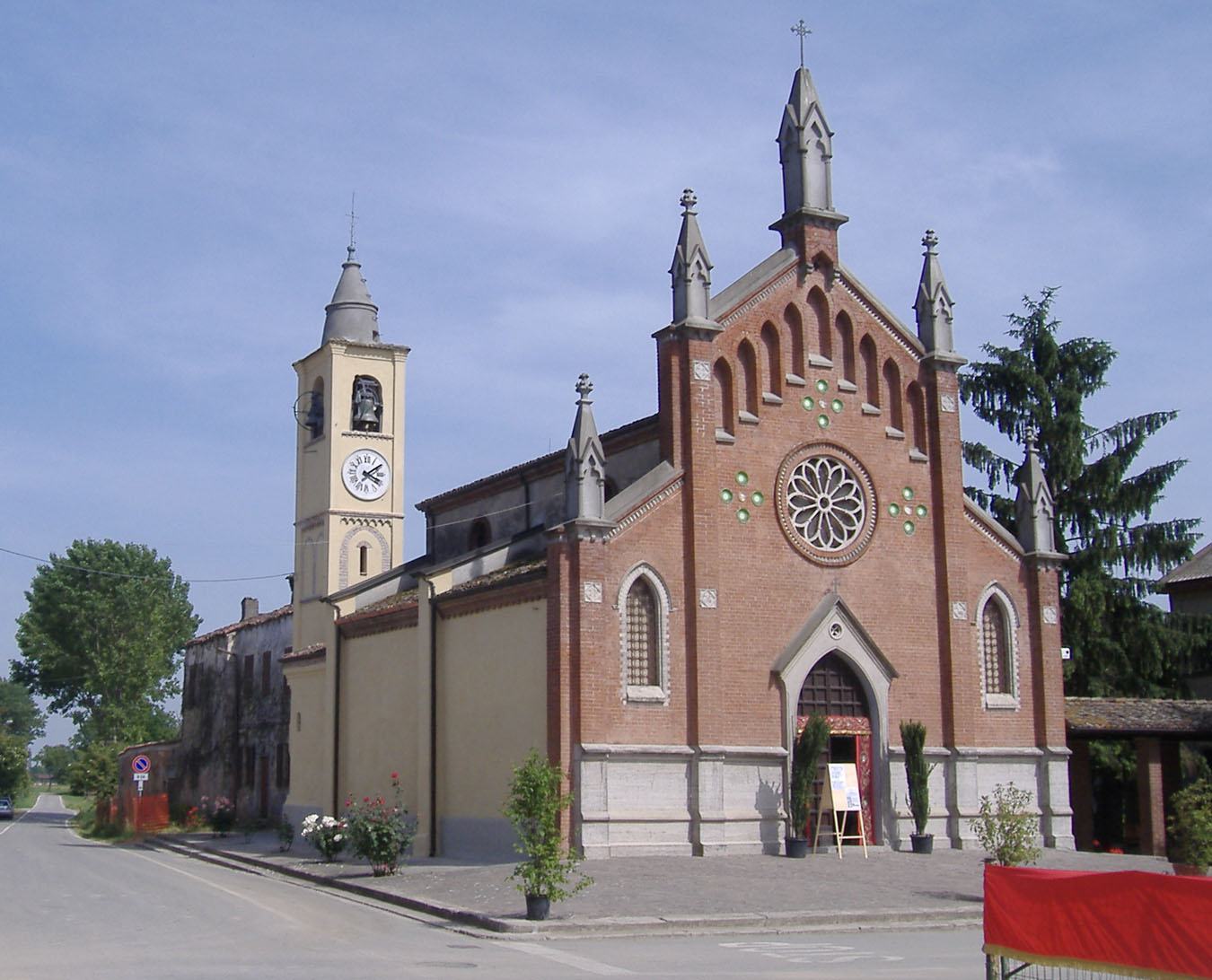
L'église paroissiale, dédiée à saint Georges.